# Puig de la Creu del Castellar
|  | Per a altres significats, vegeu «Puig de la Creu». |

El Puig de la Creu del Castellar és una muntanya de 204,8 metres, situada a Calonge, a la comarca del Baix Empordà, un contrafort del Massís de les Gavarres. A l'edat mitjana al cim s'hi trobava la Torre de la Creu del Castellar, una de les torres de guaita de la Vall de Calonge, que dominava una panoràmica a quatre vents amb un radi de sis quilòmetres. Al cim s'hi va plantar una asta a la qual els habitants solen penjar una senyera o una estelada a l'ocasió de l'onze de setembre.